# Síugró csapatverseny nagysáncon az 1992. évi téli olimpiai játékokon
Az 1992. évi téli olimpiai játékokon a síugrás csapatversenyét nagysáncon február 14-én rendezték Courchevelben. Az aranyérmet a finn csapat nyerte meg. A versenyszámban nem vett részt magyar csapat.

## Eredmények
A verseny két sorozatból állt. Sorozatonként a három legjobb pontszámot vették figyelembe, ezek összege határozta meg a végső sorrendet. Az olasz és a kanadai csapat három versenyzővel vett részt.
A távolságok eredményei méterben értendők. A figyelembe nem vett pontszámok zárójelben olvashatóak.
| Helyezés | Csapat                                                                                         | 1. ugrás                | 1. ugrás                        | 2. ugrás                | 2. ugrás                      | Összesítés (pont) |
| Helyezés | Csapat                                                                                         | Táv.                    | Pont                            | Táv.                    | Pont                          | Összesítés (pont) |
| -------- | ---------------------------------------------------------------------------------------------- | ----------------------- | ------------------------------- | ----------------------- | ----------------------------- | ----------------- |
| Arany    | Finnország (FIN) · Ari-Pekka Nikkola · Mika Laitinen · Risto Laakkonen · Toni Nieminen         | 116,5 110,0 111,0 123,0 | 330,2 109,1 (97,0) 100,9 120,2  | 108,5 106,0 110,0 122,0 | 314,2 94,4 (87,4) 100,0 119,8 | 644,4             |
| Ezüst    | Ausztria (AUT) · Heinz Kuttin · Ernst Vettori · Martin Höllwarth · Andreas Felder              | 114,5 113,5 123,5 115,0 | 331,2 105,8 (102,4) 117,9 107,5 | 112,5 110,5 117,5 109,5 | 311,7 101,5 98,2 112,0 (97,8) | 642,9             |
| Bronz    | Csehszlovákia (TCH) · Tomáš Goder · František Jež · Jaroslav Sakala · Jiří Parma               | 117,0 113,5 113,0 118,5 | 325,6 110,3 103,4 (103,2) 111,9 | 110,0 104,5 102,0 115,5 | 294,5 96,5 88,3 (83,8) 109,7  | 620,1             |
| 4.       | Japán (JPN) · Kamiharako Dzsiró · Harada Maszahiko · Kaszai Noriaki · Szuda Kendzsi            | 107,0 117,5 106,0 109,0 | 291,5 (90,3) 108,0 90,4 93,1    | 108,0 109,5 97,5 107,5  | 279,5 93,2 95,8 (75,0) 90,5   | 571,0             |
| 5.       | Németország (GER) · Heiko Hunger · Dieter Thoma · Christof Duffner · Jens Weißflog             | 105,5 109,0 101,5 107,0 | 276,1 88,2 94,1 (79,1) 93,8     | 106,5 104,5 92,5 104,0  | 268,6 92,2 86,8 (64,0) 89,6   | 544,6             |
| 6.       | Szlovénia (SLO) · Primož Kopač · Matjaž Zupan · Franci Petek · Samo Gostiša                    | 98,0 99,5 109,5 110,0   | 268,5 75,2 (70,3) 96,8 96,5     | 97,0 108,0 103,0 108,5  | 274,8 (72,8) 92,7 87,2 94,9   | 543,3             |
| 7.       | Norvégia (NOR) · Rune Olijnyk · Magne Johansen · Lasse Ottesen · Espen Bredesen                | 105,0 105,5 104,0 116,0 | 286,6 88,5 90,2 (84,1) 107,9    | 100,0 101,0 95,0 107,5  | 251,4 78,5 80,9 (66,0) 92,0   | 538,0             |
| 8.       | Svájc (SUI) · Markus Gähler · Martin Trunz · Sylvain Freiholz · Stefan Zünd                    | 109,0 100,5 107,0 107,5 | 274,9 93,1 (78,0) 88,8 93,0     | 105,5 98,0 102,5 107,0  | 263,0 87,2 (75,2) 83,5 92,3   | 537,9             |
| 9.       | Svédország (SWE) · Magnus Westman · Jan Boklöv · Staffan Tällberg · Mikael Martinsson          | 107,0 97,5 108,5        | 277,0 91,8 90,3 (76,0) 94,9     | 103,5 93,5 90,5 104,5   | 238,1 84,9 64,9 (62,2) 88,3   | 515,1             |
| 10.      | Franciaország (FRA) · Steve Delaup · Nicolas Jean-Prost · Didier Mollard · Jérôme Gay          | 103,5 102,0 104,0       | 262,1 86,9 (81,3) 87,6          | 99,0 101,0 101,5 102,0  | 248,8 (77,6) 82,4 82,1 84,3   | 510,9             |
| 11.      | Egyesített Csapat (EUN) · Jurij Dudarev · Gyionyisz Vodnyev · Mihail Jeszin · Andrej Vervejkin | 89,0 105,5 109,5 101,5  | 266,6 (55,6) 87,7 96,8 82,1     | 85,5 94,0 108,0 97,5    | 236,8 (51,2) 68,6 94,7 73,5   | 503,4             |
| 12.      | Egyesült Államok (USA) · Bob Holme · Ted Langlois · Bryan Sanders · Jim Holland                | 99,0 102,0 100,0 103,5  | 247,2 (76,6) 82,8 77,5 86,9     | 96,5 100,5 95,5 101,0   | 235,2 72,6 80,7 (68,7) 81,9   | 482,4             |
| 13.      | Olaszország (ITA) · Ivo Pertile · Roberto Cecon · Ivan Lunardi                                 | 100,0 116,5 98,0        | 242,3 78,0 88,1 76,2            | 95,5 96,0 97,0          | 209,9 68,7 68,9 72,3          | 472,2             |
| 14.      | Kanada (CAN) · Kirk Allen · Ron Richards · Horst Bulau                                         | 85,0 92,0 92,5          | 178,3 48,0 64,8 65,5            | 79,0 93,5 88,0          | 162,7 39,6 66,9 56,2          | 341,0             |